# Pericle Fazzini
Pericle Fazzini (4 mai 1913 - 4 décembre 1987), né  à Grottammare dans la province d'Ascoli Piceno dans les Marches est un peintre et sculpteur italien. 
Il est notamment connu pour son œuvre intitulée   Résurrection installée dans la Salle Paul VI du Vatican.

## Biographie
Enfant, Pericle Fazzini travaille avec ses frères dans l'atelier de menuiserie de la famille, où il apprend à sculpter le bois.
En 1930, avec l'aide du poète Mario Rivosecchi, il s’installe à Rome pour étudier à l'École libre du Nu.
Ses notes témoignent, de son intérêt pour la sculpture baroque, une admiration juvénile pour Auguste Rodin, Antoine Bourdelle et Maillol. Parmi ses premiers amis, le peintre Alberto Ziveri, avec lequel il a partagé les premières études et des expériences initiales: dont la participation, en 1930,  à la quatrième  Triennale de Monza.
Ses premières pièces ont été fabriquées à partir de bois, mais le reste de son travail, a presque exclusivement été en métal, en particulier en bronze.
En 1931, il gagne un concours à Catane pour concevoir un monument dédié  au cardinal Dusmet. En 1932, il a participé à un concours du ministère italien des arts et de l'éducation, et a remporté une bourse  avec ses  bas-reliefs de l'arche (Quitter l'arche).
En 1933, il expose avec Alberto Ziveri et Joseph Grassi à la galerie Dario Sabatello ; en 1934, il expose à Paris Portrait d'Anita qui est acquis par le Musée du Jeu de Paume.
En 1935 il participe à la deuxième quadriennale à Rome et obtient une prime pour ses hauts-reliefs La danse et la tempête. Il expose à nouveau avec succès à Paris et à Rome, et en 1938 ouvre son propre studio Via Margutta, où il restera jusqu'à la fin de sa vie. Il prend part à la Biennale de Venise avec  diverses sculptures. Il participe, à la revue milanaise art actuel qui rassemble les grands artistes italiens.
En 1940, il épouse Anita Buy, puis quitte Rome pour le service militaire mais continue, à faire des dessins pour des magazines  tels Primato, Documento, Domus. De retour à Rome en 1943 , il sculpte le garçon aux  mouettes influencé par le climat de guerre.
En 1947, il remporte le Prix de Turin  avec Anita N°2  et participe  à l'exposition du Nouveau Front pour les Arts, avec Emilio Vedova et  Renato Guttuso. En 1949, il remporte le Prix Saint-Vincent avec  Sybil. En 1951, il tient sa première rétrospective à la Fondation de Rome; en 1952, il expose à New York; puis de nouveau à la Biennale de Venise en 1954, remportant le premier prix de sculpture. En 1955, il commence à enseigner à l'Académie des beaux-arts de Florence, et de 1958 à 1980 enseigne à l'Académie des Beaux-Arts de Rome. 
À la fin des années cinquante et jusqu'aux années soixante ses recherches portent sur des projets monumentaux : la porte de l'église de Saint-Jean-Baptiste sur la route A1; la fontaine pour le Palais de l'ENI à Rome, le monument à la Résistance à Ancône, le  monument Kennedy (jamais réalisé). 
En 1961, il expose à Darmstadt; en 1962 à Düsseldorf, en 1963 c'est la première de nombreuses expositions au Japon. 
En 1970, il commence à travailler sur la sculpture Résurrection pour la Salle conçue par Pier Luigi Nervi au Vatican, cette œuvre  vigoureuse est la toile de fond pour les audiences générales hebdomadaires du pape François et représente le Christ ressuscité émergeant d'un chaos indéfini dans l'oliveraie de Gethsémani.
Commandée par le Pape Paul VI en 1965, l'œuvre de vingt mètres de large et pesant environ 15 tonnes en bronze et laiton a été réalisée entre 1970 et 1975. Fazzini a eu accès à l'église de San Lorenzo in Piscibus qui est devenue son atelier pendant près de cinq ans. La sculpture a été inaugurée le 28 septembre 1977 par le pape Paul VI.
Pericle Fabrizzi est mort à Rome le 4 décembre 1987.

## Collections
Ses œuvres figurent dans des collections privées et dans celles de grands musées du monde entier, tels le Musée en plein air de Hakone au Japon, la Collection Peggy Guggenheim à Venise, la Tate Gallery à Londres, la Galerie nationale d'art moderne et contemporain de Rome, l'Art Institute of Chicago, le Musée d'art moderne de Tokyo , le Musée d'art contemporain de Montréal ainsi que le Centre Pompidou à Paris.

## Œuvres principales
- Monument à Padre Pio, Piazza Padre Pio, à San Giovanni Rotondo
- Résurrection, Salle Paul VI Audience, Vatican;
- Tabernacle, Villa Nazareth, Rome
- Monument à la Résistance, Ancône